# Sven-Åke Lindengren
Sven-Åke Lindengren, född 31 juli 1929 i Annedals församling i Göteborg, död 7 juni 2013 i Töreboda, var en svensk konstnär och magiker.

## Biografi
Lindengren studerade konst för Georg Eden och Jan Wikner samt företog en studieresa till Storbritannien 1964. Han debuterade som separatutställare i Filipstad och medverkade senare i Värmlands konstförenings vårsalong på Värmlands Museum 1959 samt i Vårutställningen på Göteborgs konsthall 1964. Han ställde ut på Café Blå Katten i Mariefred 2007. Han använde sig av signaturen Ess-Å på sin konst. 
Periodvis försörjde han sig som trollkarl och uppträdde under artistnamnen Mr Lindo och Eddie Mix. Han blev invald i Svensk Magisk Cirkel 1970. Han var även verksam som kursledare i måleri i ABF:s regi 1970–1975.
Hans konst består av målningar i den naivistiska stilen med sprakande färger. Lindengren är representerad vid Göteborgs konstmuseum och Värmlands Museum. 
Han var far till serietecknaren Joakim Lindengren.